# إميليا إيبرل
إميليا إيبرل (بالرومانية: Emilia Eberle)‏ هي لاعبة جمباز فني رومانية، ولدت في 4 مارس 1964 في أراد في رومانيا.

## وصلات خارجية
- إميليا إيبرل على موقع الاتحاد الدولي للجمباز (licence) (الإنجليزية)
- إميليا إيبرل على موقع الاتحاد الدولي للجمباز (biography) (الإنجليزية)
- إميليا إيبرل على موقع اللجنة الأولمبية الدولية (الإنجليزية)
- إميليا إيبرل على موقع أوليمبيديا (الإنجليزية)
- إميليا إيبرل على موقع اللجنة الأولمبية الرومانية (الرومانية)